# Ränneslättsloppet
Ränneslättsloppet är en endurotävling arrangerad av motorsportklubben SMK Eksjö och FMCK Eksjö. Tävlingen hade premiär 1986, och körs årligen i september, tidigare i oktober, på Ränneslätt utanför Eksjö. Den är Sveriges tredje största endurotävling efter Gotland Grand National och Stångebroslaget. Tävlingen ingår i den så kallade enduroklassikern tillsammans med Stångebroslaget och Gotland Grand National.
2003, 2008 och 2011 års tävlingar vanns av Carl-Johan Bjerkert.

## Segrare
| År   | Herrar                               | Damer                               |
| ---- | ------------------------------------ | ----------------------------------- |
| 2003 | Carl-Johan Bjerkert, Vimmerby MS     |                                     |
| 2004 |                                      |                                     |
| 2005 |                                      |                                     |
| 2006 |                                      |                                     |
| 2007 |                                      |                                     |
| 2008 | Carl-Johan Bjerkert, Vimmerby MS     |                                     |
| 2009 |                                      |                                     |
| 2010 |                                      |                                     |
| 2011 | Carl-Johan Bjerkert, Vimmerby MS     |                                     |
| 2012 |                                      |                                     |
| 2013 |                                      |                                     |
| 2014 | Kjetil Gundersen, Nmk Aurskog-holand |                                     |
| 2015 | Joakim Ljunggren, Karlskoga EK       |                                     |
| 2016 | Albin Elowson, FMCK Skövde           |                                     |
| 2017 | Andreas Linusson, Kinna MK           |                                     |
| 2018 | Adam Andersson, Örbyhus MCK          |                                     |
| 2019 | Niklas Persson, Karlskoga EK         | Hedvig Dahlberg, Försvarsmaktens EK |

### Fotnoter
1. ↑  Ossian Mathiasson (24 september 2018). ”Så gick det för de lokala förarna i Ränneslättsloppet” (på svenska). Dagens Vimmerby. https://www.dagensvimmerby.se/sport/motor/e/30808/sa-gick-det-for-de-lokala-forarna-i-ranneslattsloppet/. Läst 2 december 2019.
2. ↑  Johan Ahlberg (2 december 2019). ”Ränneslättsloppet drar igång idag” (på svenska). Fastbikes. https://www.fastbikes.se/index.php/sv/sport/enduro-blandat/433-raenneslaettsloppet-drar-igang-idag. Läst 2 december 2019.